# 昆罗伊特
昆罗伊特是德国巴伐利亚州的一个市镇。总面积9.78平方公里，总人口1377人，其中男性674人，女性703人（2011年12月31日），人口密度141人/平方公里。